# The Bunny Boy
The Bunny Boy – album awangardowej grupy muzycznej The Residents wydany 1 września 2008.

## Lista utworów
1. Boxes of Armageddon
2. Rabbit Habit
3. I'm Not Crazy
4. Pictures from a Little Girl
5. What If It's True?
6. Fever Dreams
7. Butcher Shop
8. I Like Black
9. Secret Room
10. My Nigerian Friend
11. It Was Me
12. Golden Guy
13. The Bunny Boy
14. Blood on the Bunny
15. I Killed Him
16. The Dark Man
17. Secret Message
18. Patmos
19. Black Behind